# Gemål
Gemål är en äkta maka eller make. Ordet används främst i fråga om furstliga eller högt uppsatta personer och även om mytologiska gudomligheter.
Ordet kan även brukas i sammansättningen prinsgemål om maken till en regerande drottning. Ett känt exempel ur historien är den brittiske prinsgemålen Albert av Sachsen-Coburg-Gotha.
Drottninggemål kan ha betydelsen ’regerande drottnings make’, till exempel prins Philip, drottning Elizabeth II av Storbritanniens gemål. När Elizabeths son prins Charles blev kung, tilldelades hans hustru Camilla den officiella titeln ’queen consort’ (drottning och regerande kungs gemål). I Sverige har man givit Camilla titeln drottninggemål och ordet tolkas nu som ’(ingift) drottning och regerande kungs maka’.
Ordet drottninggemål började användas i svenskan i mitten av 1800-talet och betydde då ’regerande drottnings make’. Kungagemål/konungagemål är också känt från 1800-talet och har betytt både ’regerande kungs maka’ och ’regerande drottnings make’.